# Бршадин
Бршадин (хорв. Bršadin) — населений пункт у Хорватії, у Вуковарсько-Сремській жупанії у складі громади Трпиня.

## Населення
Населення за даними перепису 2011 року становило 1 341 осіб.
Динаміка чисельності населення поселення:

## Клімат
Середня річна температура становить 11,12 °C, середня максимальна – 25,42 °C, а середня мінімальна – -5,83 °C. Середня річна кількість опадів – 656 мм.
| Клімат поселення                              | Клімат поселення | Клімат поселення | Клімат поселення | Клімат поселення | Клімат поселення | Клімат поселення | Клімат поселення | Клімат поселення | Клімат поселення | Клімат поселення | Клімат поселення | Клімат поселення | Клімат поселення |
| Показник                                      | Січ.             | Лют.             | Бер.             | Квіт.            | Трав.            | Черв.            | Лип.             | Серп.            | Вер.             | Жовт.            | Лист.            | Груд.            |                  |
| Середній максимум, °C                         | 5,91             | 7,87             | 12,42            | 17,13            | 22,46            | 25,42            | 25,11            | 24,86            | 20,76            | 15,28            | 9,40             | 5,50             |                  |
| Середня температура, °C                       | 0,03             | 2,00             | 6,57             | 11,27            | 16,59            | 19,56            | 21,20            | 20,96            | 16,86            | 11,38            | 5,50             | 1,61             |                  |
| Середній мінімум, °C                          | −5,83            | −3,86            | 0,68             | 5,40             | 10,73            | 13,70            | 17,30            | 17,05            | 12,96            | 7,47             | 1,57             | −2,3             |                  |
| Норма опадів, мм                              | 42               | 37               | 40               | 53               | 59               | 84               | 67               | 61               | 49               | 53               | 60               | 51               |                  |
| Середньомісячна швидкість вітру, м/с          | 2.27             | 2.50             | 2.80             | 2.70             | 2.40             | 2.20             | 2.20             | 2.00             | 2.00             | 2.18             | 2.26             | 2.30             |                  |
| Середньомісячна сонячна радіація, кДж/м²·день | 4324             | 7054             | 11088            | 15563            | 19488            | 21660            | 22319            | 20466            | 15151            | 9562             | 4934             | 3595             |                  |
| --------------------------------------------- | ---------------- | ---------------- | ---------------- | ---------------- | ---------------- | ---------------- | ---------------- | ---------------- | ---------------- | ---------------- | ---------------- | ---------------- | ---------------- |
| Джерело:                                      |                  |                  |                  |                  |                  |                  |                  |                  |                  |                  |                  |                  |                  |